# Они живут рядом
«Они живут рядом» — советский полнометражный цветной художественный фильм, поставленный на Киностудии «Мосфильм» в 1967 году режиссёром Григорием Рошалем.
Из собрания «Госфильмофонда» СССР.
Премьера фильма в СССР состоялась 6 мая 1968 года.

## Сюжет
Когда-то двое молодых перспективных учёных Калитин и Данилов были хорошими друзьями, но нечаянно вспыхнувшая ссора разлучила их на долгие годы. Никто из них не мог толком понять, что послужило тому причиной, но признавать себя виновным в произошедшей размолвке никто из них тоже не желал. Прошли годы, и сын (Игорь Кваша) уже известного учёного Калитина (Федор Никитин), который трудился в институте под руководством своего отца, совершенно неожиданно переходит в институт, который возглавляет его бывший друг Данилов (Евгений Евстигнеев). Профессор предполагает, что этот поступок сына может быть каким-то образом связан с далёким прошлым и с его нынешним окружением. По этому поводу он собирает в своём доме старых друзей, чтобы разобраться во всём. Шаг за шагом вспоминая своё прошлое, он, с помощью друзей, находит наконец одну из первопричин того, почему его сын сделал именно такой неожиданный выбор. Это понимание помогает ему не только понять выбор сына, но и помириться со своим давнишним другом.

## В ролях
- Федор Никитин — профессор
- Руфина Нифонтова — Надежда Павловна Калитина
- Игорь Кваша — Игорь, сын Калитиных
- Тамара Сёмина — Тата, подруга Игоря
- Александр Борисов — Васин
- Евгений Евстигнеев — Данилов
- Владимир Кенигсон — Семён Ефимович
- Пётр Глебов — Кораблёв
- Всеволод Шестаков — Лузгин
- Рогволд Суховерко — Лотошников
- Игорь Пушкарёв — Толя Савельев
- Наталья Гурзо — Зойка, жена Толи
- Александр Звенигорский — Николай Иванович
- Александр Смирнов — Бородкин
- Матвей Левинтон — Миша Васин
- Антонина Максимова — Алла Викторовна Горская
- Виктория Фёдорова — Инга

## Съёмочная группа
- Автор сценария — Вера Кетлинская
- Режиссёр-постановщик — Григорий Рошаль
- Главные операторы — Леонид Косматов, Александр Симонов
- Главные художники — Иван Пластинкин, Михаил Карякин
- Композитор — Джон Тер-Татевосян